# The Unchanging Sea

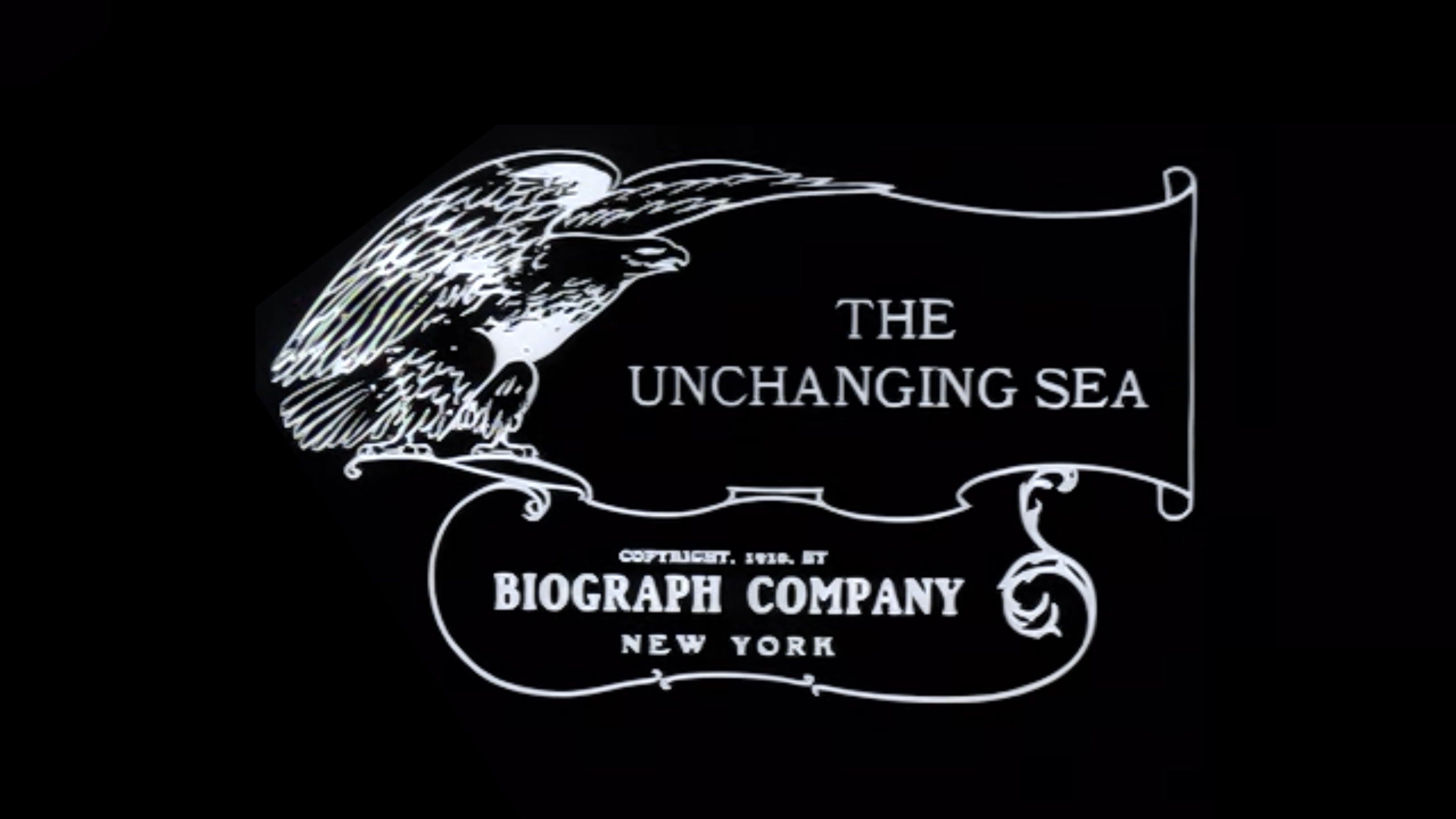
Capture d'écran du film d'introduction « The Unchanging Sea » (La mer immuable)

The Unchanging Sea est un film américain réalisé par D. W. Griffith, sorti en 1910.

## Synopsis
Dans une ville côtière, un marin s'apprête à prendre la mer et dit au revoir à sa femme. Une fois au large, il est pris dans un naufrage. Il est finalement retrouvé échoué sur une plage, amnésique. Après des années d'errance, il retrouve la mémoire ainsi que sa famille.

## Fiche technique
- Titre original : The Unchanging Sea
- Réalisation : D. W. Griffith
- Scénario : Charles Kingsley (poème)
- Photographie : G.W. Bitzer
- Musique : Robert Israel
- Société de production : Biograph Company
- Pays de production :  États-Unis
- Langue originale : anglais
- Format : noir et blanc - 35 mm — 1,33:1 - film muet
- Genre : Film dramatique
- Durée : 14 minutes
- Date de sortie :
  - USA : 5 mai 1910

## Distribution
- Arthur V. Johnson - Le mari
- Linda Arvidson - La femme
- Gladys Egan - La fille enfant
- Mary Pickford - La fille enfant
- Charles West - L'amant de la fille
- Dell Henderson - le secouriste
- Kate Bruce - Villageois
- Alfred Paget - Villageois
- Dorothy West - Villageoise